# Станіслав Паренський

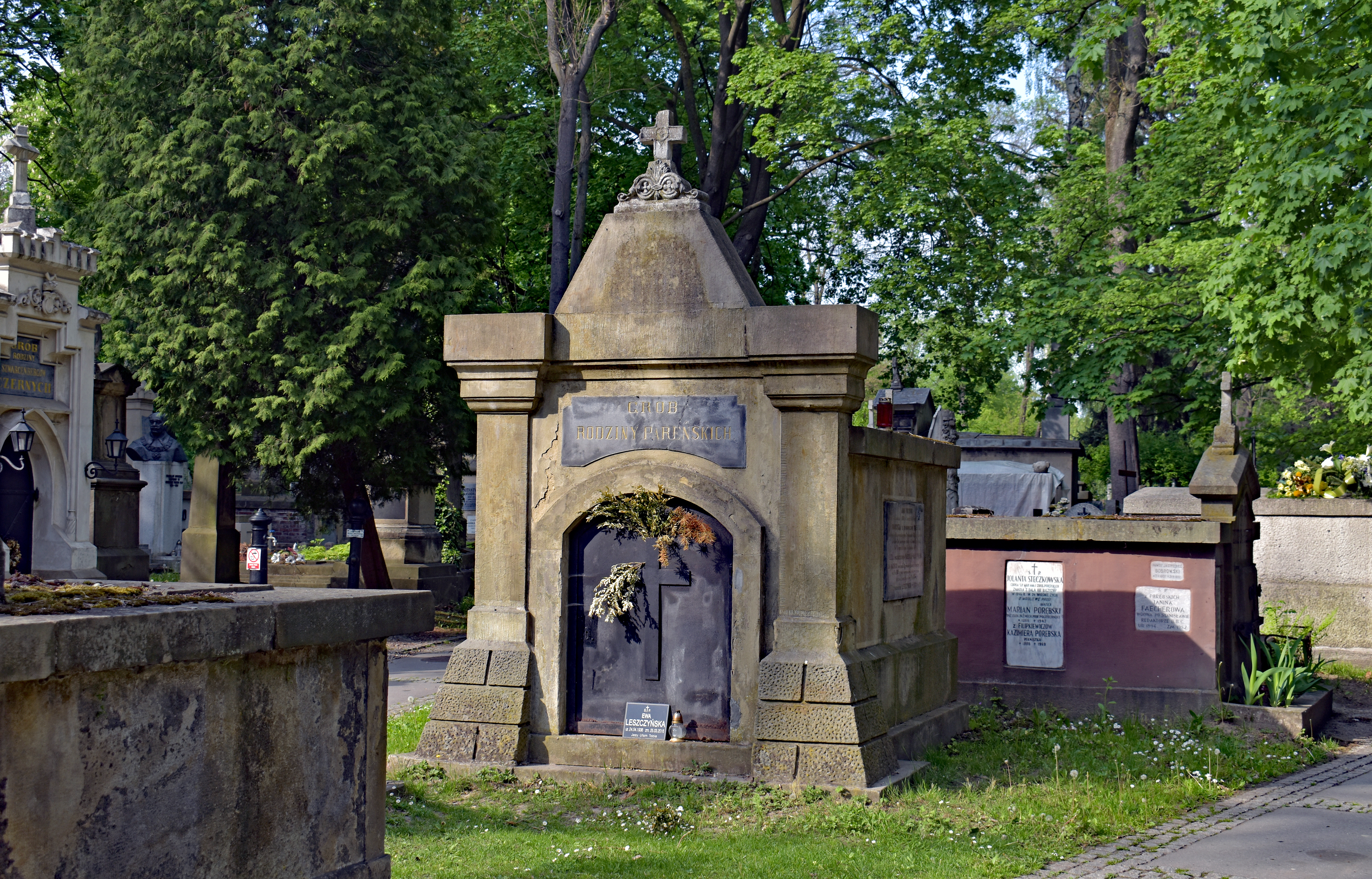
Могила Паренських

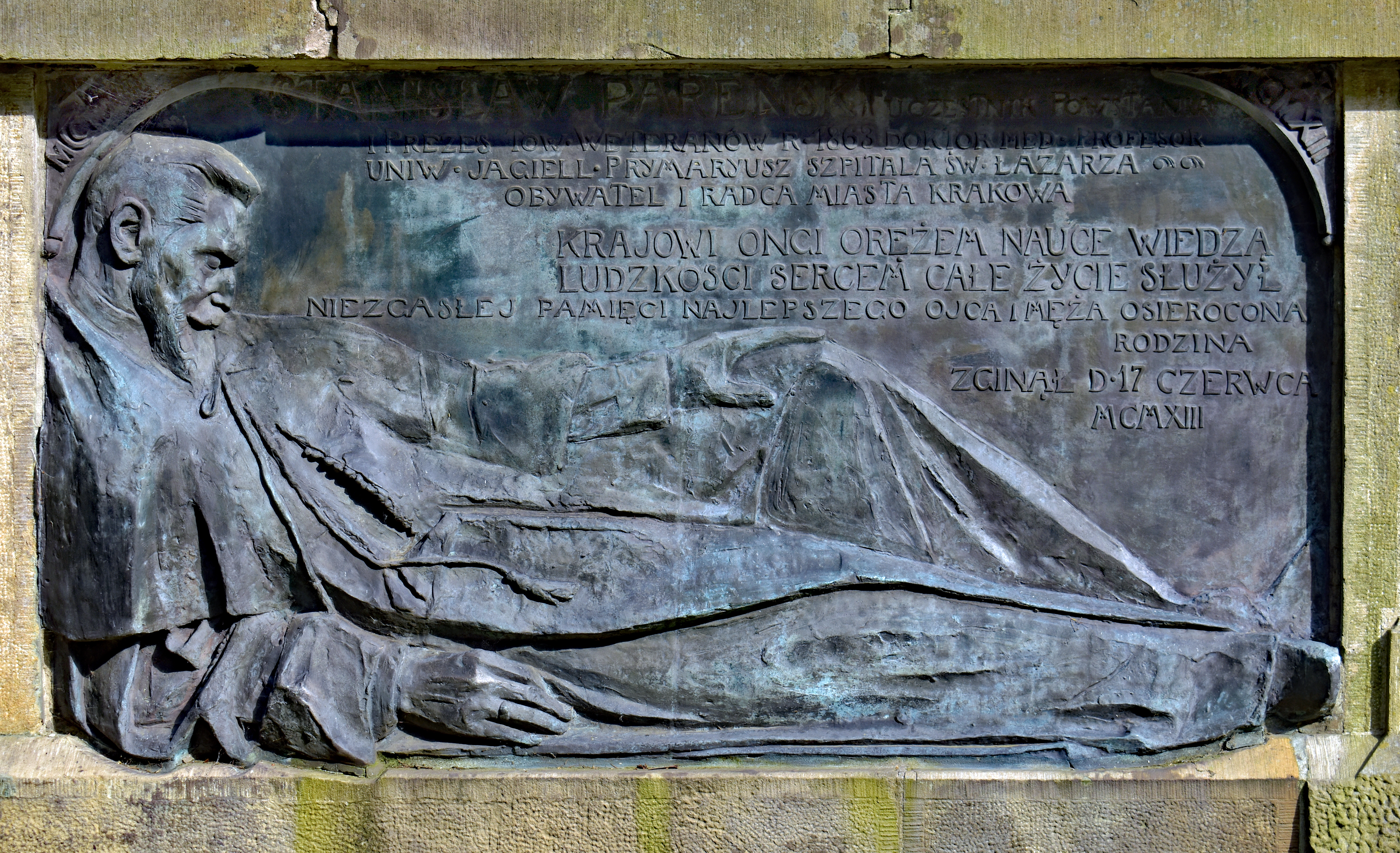
Табличка на могилі за проектом Ксаверія Дуніковського

Станіслав Паренський (народився 16 листопада 1843 у Кракові, помер 17 червня 1913 біля Щакової ) — польський лікар-інтерніст, професор Ягеллонського університету, громадський діяч меценат.

## Біографія
Народився 16 листопада 1843 року в Кракові  . Він був сином надвірного радника Юзефа Паренського та Францішки, уродженої Жихович. Після закінчення в 1862 році школи св. Анни в Кракові, він розпочав навчання медицини в Ягеллонському університеті, але перервав його після вибуху Січневого повстання, у якому він воював під командуванням капітана Анастазего Владислава Моссаковського  . Після поразки його відділу під Явожніком і падіння повстання почав вивчати медицину, закінчивши її зі званням доктора  медичних наук, яке отримав 28 лютого 1868 року.Паренський ніколи не забував про своїх бойових побратимів. Він відкрив Будинок ветеранів на площі Біскупа, допоміг їм повернутися до життя, витягнув їх із травми програшу.
До 1870 р. був асистентом кафедри патологічної анатомії Ягеллонського університету у професора Альфреда Бєсядецького, після чого отримав ступінь доктора хірургії, перейшовши на посаду другого асистента внутрішнього відділу при лікарні св. Лазаря. У 1871 році він виїхав до Відня, де навчався у професора Й. Шкода та відомого хірургу Т. Більрота . Там він отримав ступінь магістра акушерства, а потім повернувся до Кракова, де йому довірили посаду асистента кафедри внутрішньої медицини Ягеллонського університету, а після смерті завідувача кафедри Кароля Гілевського – заступника професора (з 17 червня 1871 р. до 1873 р.).
Габілітувався в 1872 році на основі дисертації "Про виразки шлунково-кишкового тракту, що виникають внаслідок емболії", після чого був призначений доцентом діагностики внутрішніх хвороб  . У цей період він тяжко захворів, і Едвард Корчинський очолив Клініку. На початку 1875 року Паренський повернувся на роботу в лікарню св. Лазаря, де протягом 38 років з 1 червня 1875 р. і до самої смерті виконував обов’язки завідувача кафедри ( завідувача відділу )  . 15 січня 1890 року призначений доцентом кафедри патології та терапії внутрішніх хвороб на медичному факультеті Ягеллонського університету  .
Працював на користь Кракова, з 1878 року - членом санітарної комісії, а з 1881 року — членом міської ради  . Працював у секції громадської благодійності, спочатку як депутат, а з 1886 року як її голова. Був президентом Польського бальнеологічного товариства (1910-1913)  .
Він розробив м. ін широко використовуваний у Кракові на початку 20 століття рецепт ліків  проти кашлю, які називаються «порошками доктора Паренського».
Дружиною Паренського була Еліза ,уроджена Мюляйзен, відвідувачка богемних барів Кракова (18 травня 1857 –  24 лютого 1918). Доньки доктора Паренського, Зофія і Марія, постали як героїні драми Виспянського « Весілля » - Зося і Марина  . Паренський мав ще трьох дітей: первістків Адама (1881-1885) і Яна (загинув як пілот під час польсько-української війни )  і молодшу доньку Елізу, пізніше дружину поета Едварда Лещинського . Елізу кілька разів зображували Виспянський (найвідомішим є її подвійний портрет 1905 р.) та інші художники (напр. В. Войткевич ); інші дочки Паренського також позували для портретів.

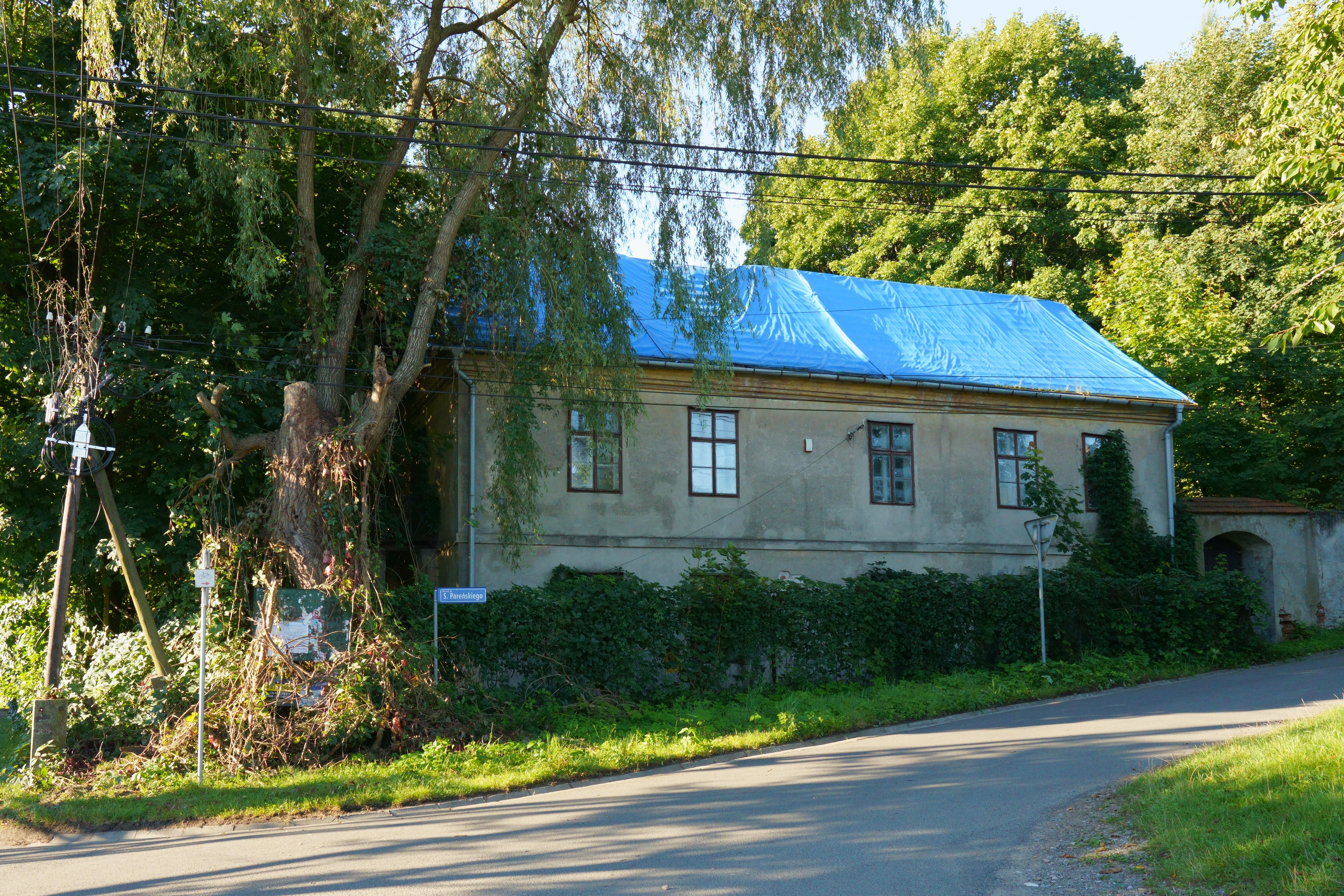
Вілла "Еліза" в Тенчинку (2022)

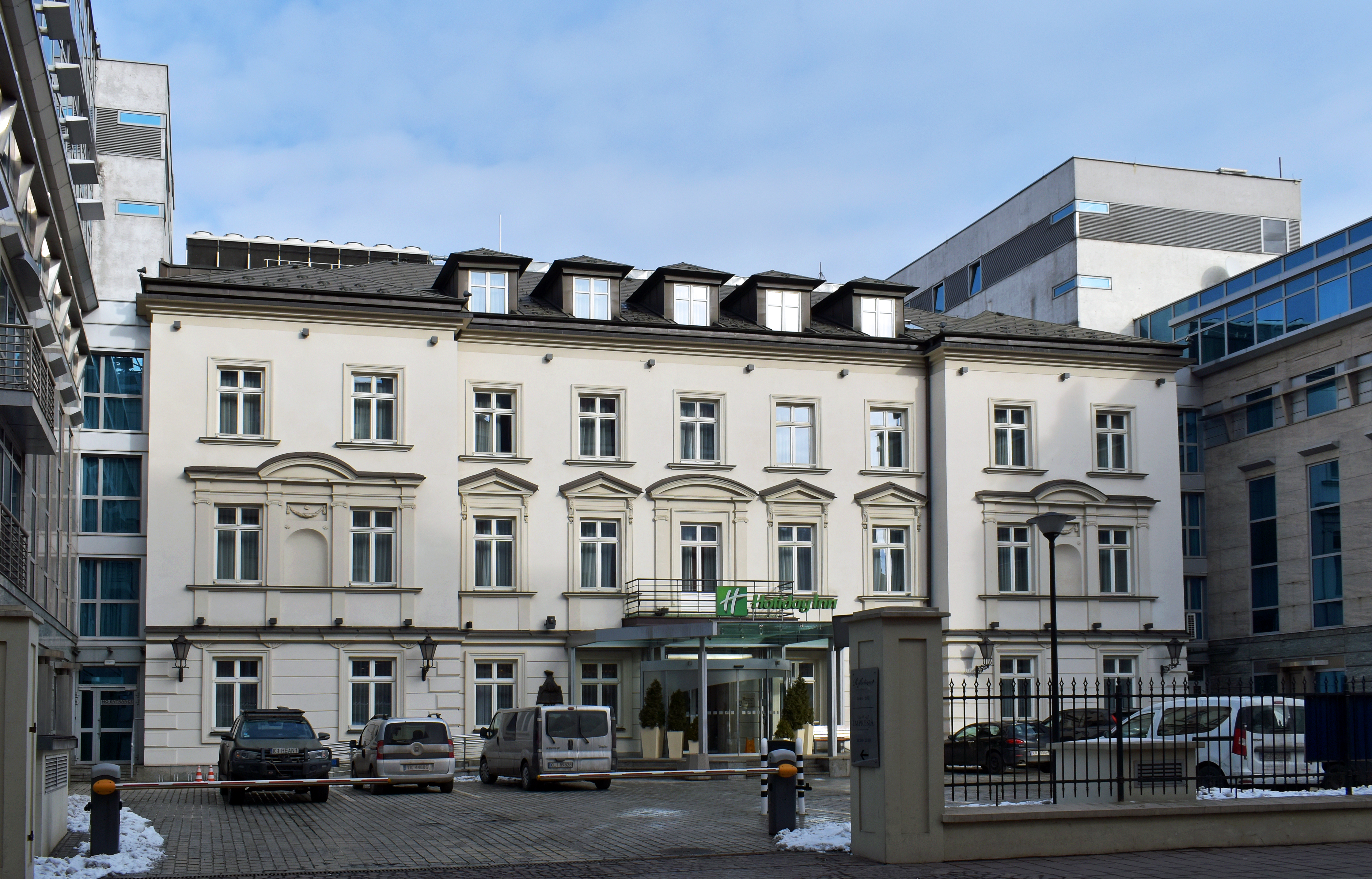
Палац Паренських
Краків, вул. Велополе, 4

Йому належала вілла Елізи в Тенчинку, названа на честь його дружини.
Після телеграфного дзвінка 17 червня 1913 р. вранці він вирушив потягом до хворого в Заверці  . Вийшовши зі станції в Щаковій, він зрозумів, що їде не на той поїзд, тобто не до Границі, а до Мисловіце в Прусах  . Не бажаючи гаяти часу, він вискочив з вагона, що рухався, і отримав смертельне поранення  . Він був знайдений ще живим будівельником залізниці на залізничному насипі приблизно в 1 км від станції  . Причиною смерті став перелом основи черепа  або перелом хребта  . Раніше повідомлялося, що професор кілька разів вистрибував з поїзда в подібних випадках неправильного руху поїздів  .
Похований у родинній гробниці на Раковицькому цвинтарі в Кракові (секція O)   .

## Виноски
1. 1 2 3 4 5 6 7 8 9 10 11  Tragiczny zgon znakomitego lekarza. Nowości Illustrowane. Nr 25: 15—16. 21 czerwca 1913. {{cite journal}}: |volume= має зайвий текст (довідка)
2. ↑  Uczczenie pamięci prof. Stanisława Pareńskiego Czas 1913 nr 278 z 19 czerwca s. 2.
3. ↑  Tak na tablicy na grobie rodzinnym.
4. ↑  Nekrologia. Ś.p. Eliza Pareńska Czas 1918 nr 97 z 28 lutego s. 3[недоступне посилання].
5. ↑  Tragiczny zgon polskich lotników Nowości Illustrowane 1919 nr 9 s. 9 s. 11 – zdjęcie.
6. 1 2 3  Pogrzeb ś. p. prof. Pareńskiego. Nowości Illustrowane. Nr 26: 7. 28 czerwca 1913. {{cite journal}}: |volume= має зайвий текст (довідка)
7. ↑  Karolina Grodziska-Ożóg: Cmentarz Rakowicki w Krakowie (1803-1939). Wyd. II. Kraków: Wydawnictwo Literackie, 1987, s. 131. ISBN 83-08-01428-3.
8. ↑  Pogrzeb ś.p. Stanisława Pareńskiego czas 1913 nr 279 z 20 czerwca s. 1–2.
9. W ogóle, zgodnie z informacją w Polskim Słowniku Biograficznym, był zwolennikiem przepisywania leków złożonych i twórcą wielu kunsztownych recept.
10. Zofia wyszła za mąż za Tadeusza Boya-Żeleńskiego, a Maria za Jana Raczyńskiego, profesora pediatrii; drugim jej mężem był Jan Grek, lekarz internista.

## Зовнішні посилання
- Видання Станіслава Паренського в бібліотеці «Полона» .